# Régi római Szent Péter-bazilika
A régi római Szent Péter-bazilikát (olaszul: San Pietro Vecchio) Nagy Konstantin császár emeltette Rómában Szent Péter sírja fölé, 330 körül. Az épületet az 5. század közepén fejezték be, és a 16. század elejéig állt, a mai Szent Péter-bazilika helyén.
Egy nagyobb, részben pogány temető fölött állt, a Néró-féle aréna közelében, melyben a hagyomány szerint i. sz. 67–68 táján Péter apostol vértanúhalált halt. Mivel az apostol emlékét az apszis középpontjába akarták helyezni, ezért délen, a megmaradt alapok fölé egy dobogót építettek. A sírhely nyugati részén volt egy apszis, amelyhez keletre egy messzire kiugró kereszthajó és az ötrészes hosszhajó (naosz) csatlakozott diadalívvel. Itt kapott helyet az oltárasztal, illetve a papság és az éneklő kórus. Az apostol sírját spirálalakú szőlőkacsokkal körülvett oszlopok, a falakat pedig mozaikok díszítették.
A bazilikális szerkezetű épület egyik fontos jellegzetessége volt, hogy a mellékhajók magasságához képest a főhajó erősen megemelt. A főhajó és a mellékhajók oszlopos árkádívekkel vannak elválasztva egymástól, ezek támasztják alá a főhajón található, vágott ablaknyílásokkal áttört falakat. A bazilika nyitott fagerendázatú, így láthatóvá téve a fa fedélszéket.
A szentmiseáldozat lebonyolítására az oltár szolgált, de fontos események zajlottak a bejárat előtt is. Az előtér, más néven átrium közepén keresztelőkút állt. A megkeresztelkedőknek és a bűneikért vezeklőknek a templom előcsarnokában (narthex vagy pronaosz) kellett várakozniuk. Az átriumhoz építették a harangtornyot is így az teljesen külön került a templomtól.
Az ókeresztény templomok számos jellegzetessége megtalálható a régi római Szent Péter-bazilikán. Míg a pogány szentély valamelyik isten számára épült, addig a keresztény bazilikák a különböző szertartásokon részt vevő tömegek jelenlétét vették számításba, éppen ezért hatalmas befogadóképességgel rendelkeztek.
II. Gyula pápa a 16. század elején úgy határozott, hogy a kora keresztény építményt – amely mindaddig a kereszténység központja volt – egy radikálisan új épület kedvéért lebontatja. Az új alapkőletételre 1506. április 18-án került sor. A régi bazilikáról tervrajzok maradtak fenn.
Egy történet szerint VIII. Bonifác pápa hírvivőt küldött egy, a munkája mintái iránti kéréssel Giotto di Bondone ifjú festő-szobrász-építészhez, aki az olasz reneszánsz művészet első jelentős alakja lett. Giotto a piros festékbe mártotta az ecsetét, és egyetlen mozdulattal egy tökéletes kört festett. Biztosította a hírvivőt arról, hogy ennek a mintának az értékét fel fogják ismerni. Amikor a pápa meglátta, azonnal megérezte, hogy Giotto felülmúlja korának összes festőjét. 1299-ben a régi Szent Péter-templom számára készítette a Jézust és az egyház hajóját ábrázoló mozaikját. Ez az új templom építésénél elpusztult, csak két angyalfej maradt fenn.